# 아베도롱뇽
아베도롱뇽(학명: Hynobius abei)은 도롱뇽과 도롱뇽속에 딸린 도롱뇽의 일종이다. 일본 고유종으로, 혼슈 서남부에서부터 북부에 걸쳐 서식한다. 일본 동물학자 아베 요시오의 이름을 붙였다.
1. ↑  IUCN SSC Amphibian Specialist Group (2021). “Hynobius abei”. 《IUCN 적색 목록》 (IUCN) 2021: e.T10613A177179447. doi:10.2305/IUCN.UK.2021-1.RLTS.T10613A177179447.en. 2021년 11월 14일에 확인함.